# Mosteiro de Pavia
O Mosteiro de Pavia (em italiano:  Certosa di Pavia é um mosteiro de  Cartuxos, situado na comuna a quem deu o nome, Certosa di Pavia, em  Pavia, na Lombardia, Itália.
Fundado em 1396 pelo primeiro duque de Milão Gian Galeazzo Visconti, este enorme complexo edificado para celebrar o seu prestígio, foi muito criticada quando visitada em 1506 por Erasmo de Roterdão.
Com a morte do duque os trabalhos foram interrompidos entre 1402 e 1412, e só retomam com a subida ao poder de Philippe Marie Visconti, continuando a renovar-se até 1782 .
Durante todo esse tempo pôde ser constantemente enriquecido constituindo um testemunho histórico da lombardia, fruto de uma abertura a outros artistas e trabalhos de outros centros italianos como o demonstra a rica ornamentação dos dois claustros, assim como a construção da igreja terminada em 1473, quando se iniciou a decoração da fachada com mármore, o que demorou mais de um século e inúmeras alterações do projecto .

## Igreja
A igreja é em cruz latina com três naves, abside e transepto é coberta por abobadas suportadas por colunas ricamente decoradas na maior parte por Ambrogio da Fossano. Entre as obras-primas são de salientar o túmulo de Ludovico o Mouro e Beatrice d’Este, por Cristoforo Solari (1497), os candelabros em bronze por Annibale Fontana (1580) e o tríptico por Baldassarre de Embriachi, do inicio de século XV.
Em 1866 quando foram suprimidas as ordens e corporações religiosas, o Mosteiro de Pavia passou para o estado, e a partir de 1982 o estado iniciou vários trabalhos de recuperação .

## Sacristia
A sacristia, que até fins do século XVI era constituída por duas partes, o Capítulo e a biblioteca, foi transformada num local único   e está ricamente decorada com frescos da autoria de Pietro Sorri, que já havia decorado a cúpula do transepto. O seu estado de conservação é particularmente apreciado  .

## Biblioteca
Inicialmente destina a reunir os livros litúrgicos necessários às celebrações diárias, a biblioteca começou a reunir textos profanos com o padre Matteo Valerio (1634-1637), importante figura histórica, da literatura e autor da Memorie della Certosa di Pavia, instrumento fundamental para a reconstrução da história do mosteiro entre 1487 e 1645. 
Depois da supressão da ordem certosina em 1782, os livros da biblioteca foram divididos entre a Biblioteca Nacional Braidense de Milão e a Biblioteca Universitária de Pavia. Actualmente, na de Certosa encontram-se, todos os pertencentes à tipologia do libro graduale, com textos e músicas dos cânticos da missa segundo a sequência do ano litúrgico, cuja decoração é obra de Evangelista della Croce, Benedetto da Bergamo e Guarnerio Berretta. 
O gradual 814, uma miniatura de Evengelista della Croce e Girolamo dai Libri, foi recentemente restaurado e exposto no Palazzo Reale na ocasião da mostra dedicada ao Arcimboldo em 2011 .

## Imagens

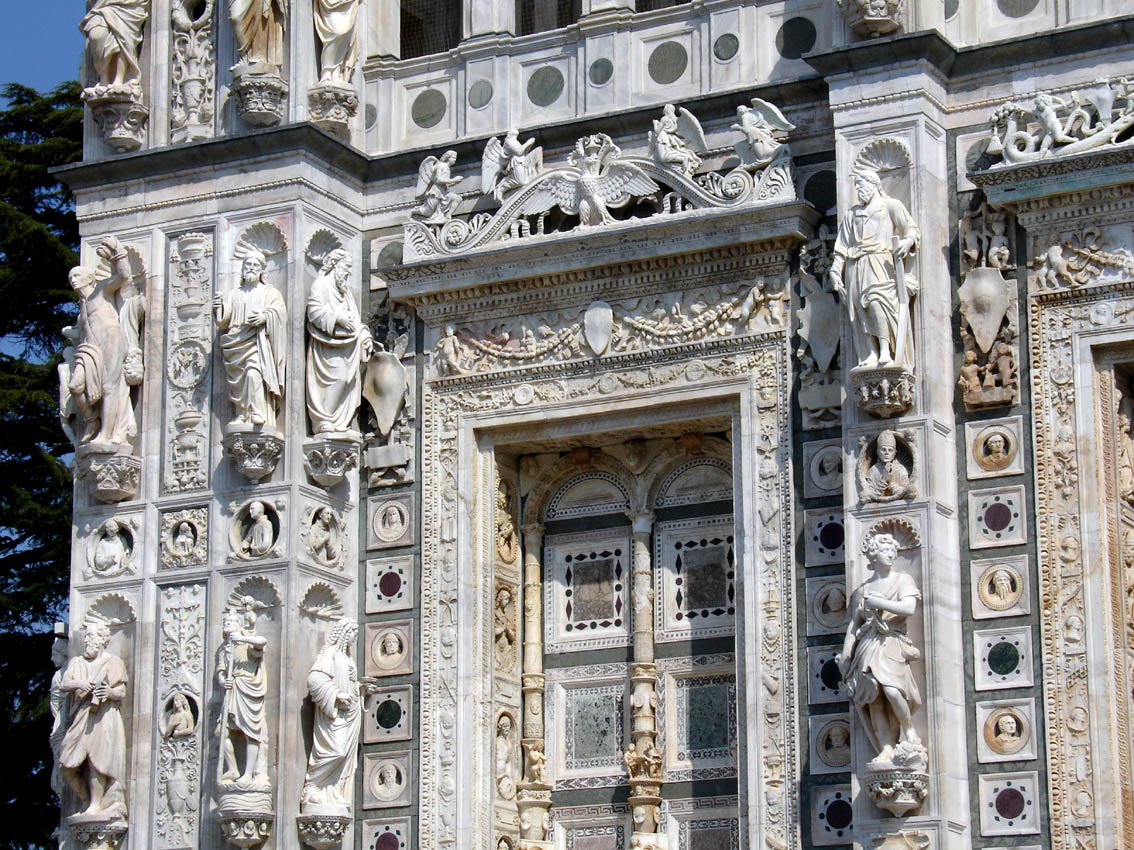
Detalhe da fachada
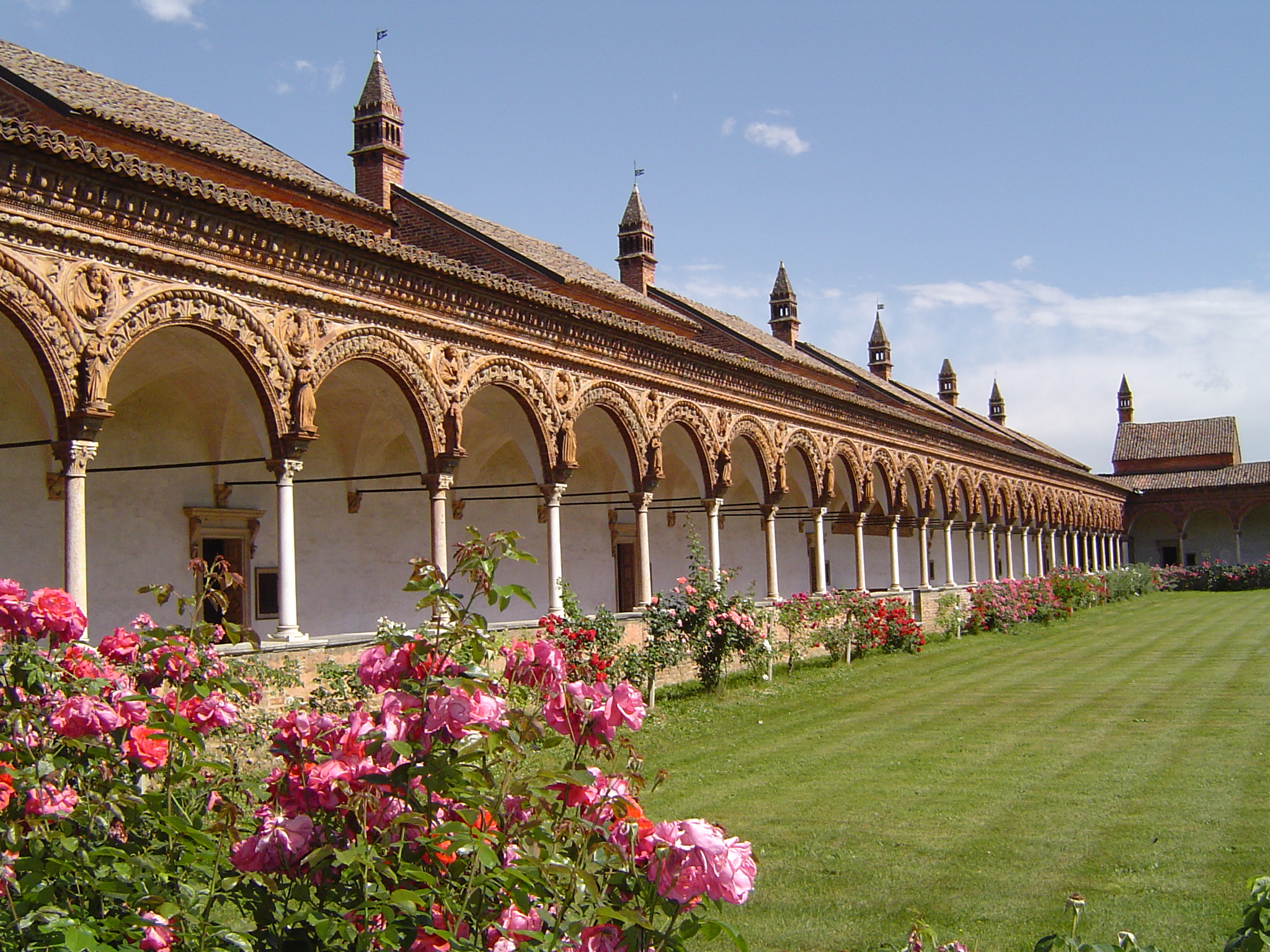
O grande claustro
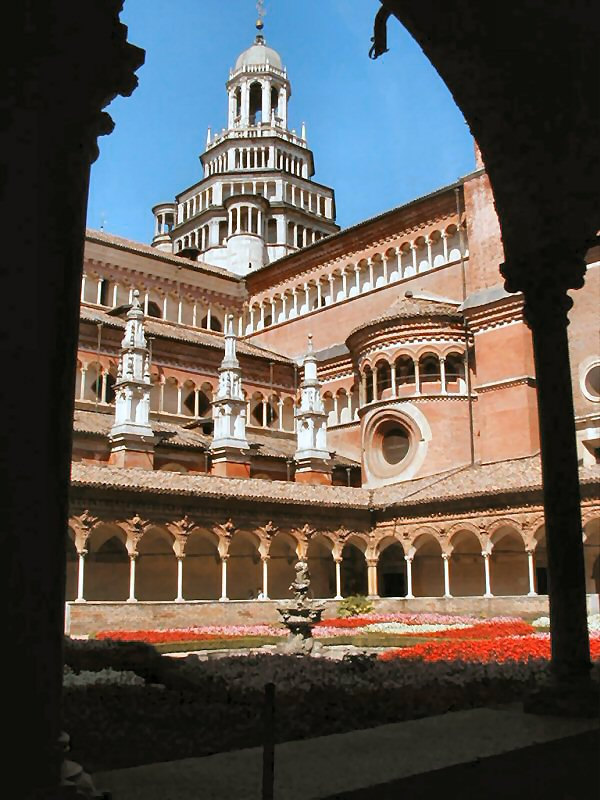
Vista do conjunto
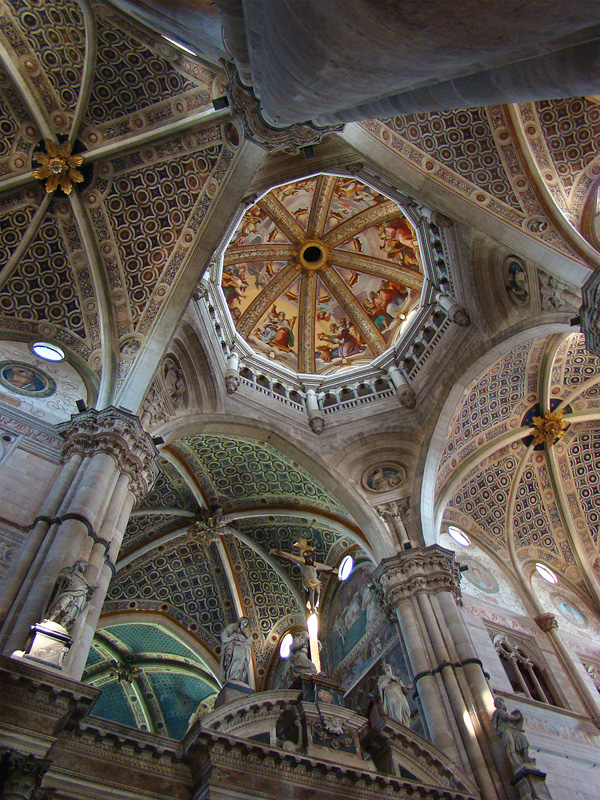
Interior da abóbada
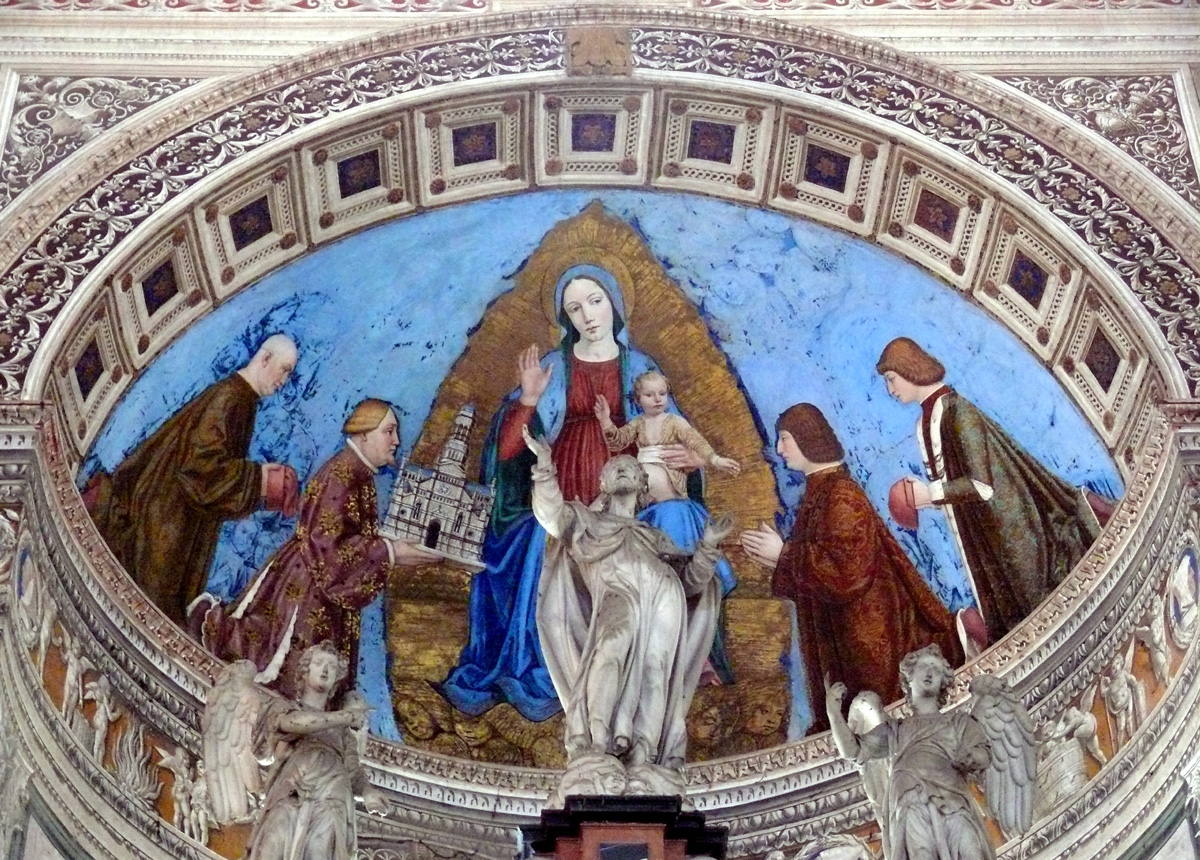
O fresco da Madona

Imagens das obras-primas  no sítio do  Certosa di Pavia «Certosa di Pavia: Obras-primas» (em italiano). Visitado: Março 2014.